# 豆沙麵包

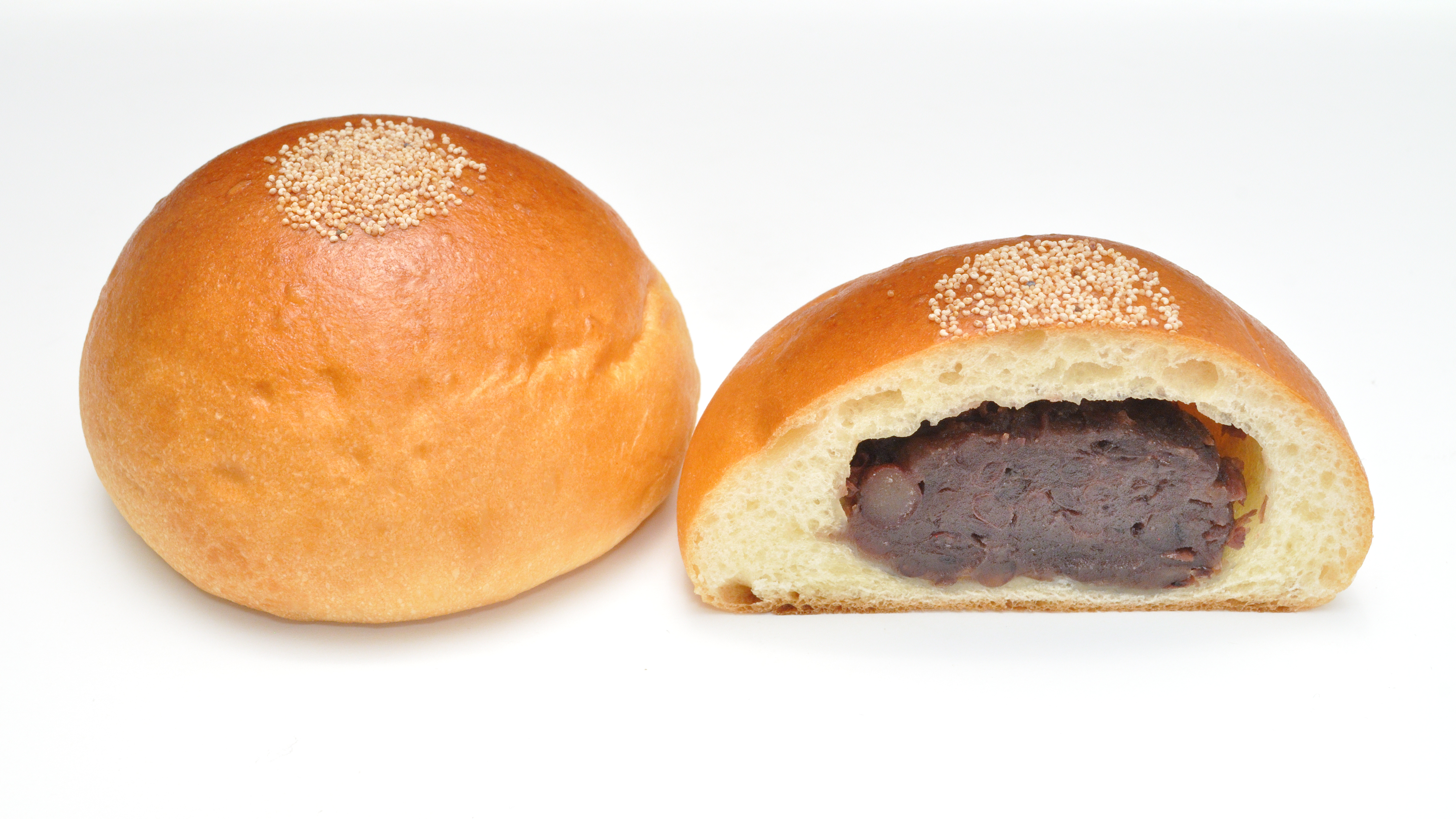
豆沙麵包

豆沙麵包（あんパン，台灣稱紅豆麵包）是日本的一種麵包，內為紅豆餡。豆沙麵包是由木村屋（現木村屋總本店）創業者，茨城縣出身的舊士族木村安兵衛和他的次男木村英三郎策劃出的麵包。1874年開始在銀座的店鋪銷售，并博得好評。1875年4月4日，豆沙麵包被獻上給賞花行幸的明治天皇，木村屋的豆沙麵包因此成為皇室的御用達。豆沙麵包和木村屋也因此在全日本的知名度都大幅提高。之後每年的4月4日都被定為「豆沙麵包之日」。